# Mount Fridtjof Nansen
Mount Fridtjof Nansen ist mit einer Höhe von 4070 m der höchste Berg des Königin-Maud-Gebirges in der antarktischen Ross Dependency. Er dominiert das Gebiet zwischen den Kopfenden des Strøm- und des Axel-Heiberg-Gletschers. Zudem flankiert er östlich den Liv-Gletscher unweit des Polarplateaus.
Der norwegische Polarforscher Roald Amundsen entdeckte den Berg im November 1911 beim Marsch zum geographischen Südpol im Rahmen seiner Antarktisexpedition (1910–1912). Amundsen benannte ihn nach seinem Landsmann Fridtjof Nansen (1861–1930), der Amundsens Expedition unterstützte.